# Europese kampioenschappen shorttrack 2010
De Europese kampioenschappen shorttrack 2010 werden van 22 t/m 24 januari 2010 gehouden in Dresden (Duitsland). De titelverdedigers waren de winnaars van de Europese kampioenschappen shorttrack 2009.
De Tsjechische Kateřina Novotná won bij de vrouwen, de Italiaan Nicola Rodigari won bij de mannen.

## Medailles

### Mannen
| Onderdeel         | Goud | Goud                                                       | Zilver | Zilver                                                   | Brons | Brons                                               |
| ----------------- | ---- | ---------------------------------------------------------- | ------ | -------------------------------------------------------- | ----- | --------------------------------------------------- |
| 500m              | FRA  | Maxime Chataigner                                          | GBR    | Jon Eley                                                 | ITA   | Nicola Rodigari                                     |
| 1000m             | ITA  | Nicola Rodigari                                            | FRA    | Thibaut Fauconnet                                        | NED   | Niels Kerstholt                                     |
| 1500m             | ITA  | Nicola Rodigari                                            | FRA    | Thibaut Fauconnet                                        | NED   | Niels Kerstholt                                     |
| 3000m superfinale | FRA  | Thibaut Fauconnet                                          | ITA    | Nicola Rodigari                                          | ITA   | Yuri Confortola                                     |
| Klassement        | ITA  | Nicola Rodigari                                            | FRA    | Thibaut Fauconnet                                        | FRA   | Maxime Chataigner                                   |
| Aflossing         | ITA  | Nicolas Bean Yuri Confortola Nicola Rodigari Roberto Serra | GER    | Paul Herrmann Tyson Heung Sebastian Praus Robert Seifert | GBR   | Anthony Douglas Jon Eley Tom Iveson Jack Whelbourne |

### Vrouwen
| Onderdeel         | Goud | Goud                                                   | Zilver | Zilver                                                              | Brons | Brons                                                         |
| ----------------- | ---- | ------------------------------------------------------ | ------ | ------------------------------------------------------------------- | ----- | ------------------------------------------------------------- |
| 500m              | ITA  | Arianna Fontana                                        | CZE    | Kateřina Novotná                                                    | HUN   | Erika Huszár                                                  |
| 1000m             | CZE  | Kateřina Novotná                                       | HUN    | Bernadett Heidum                                                    | FRA   | Véronique Pierron                                             |
| 1500m             | ITA  | Arianna Fontana                                        | GBR    | Elise Christie                                                      | BUL   | Evgenja Radanova                                              |
| 3000m superfinale | CZE  | Kateřina Novotná                                       | GBR    | Elise Christie                                                      | ITA   | Arianna Fontana                                               |
| Klassement        | CZE  | Kateřina Novotná                                       | ITA    | Arianna Fontana                                                     | GBR   | Elise Christie                                                |
| Aflossing         | GER  | Aika Klein Christin Priebst Julia Riedel Bianca Walter | RUS    | Olga Beljakova Jekaterina Belova Nina Jevtejeva Valerija Potjomkina | NED   | Annita van Doorn Liesbeth Mau Asam Jorien ter Mors Maaike Vos |

### Medailleklassement
| Plaats | Land                | Goud | Zilver | Brons | Totaal |
| 1      | Italië              | 6    | 2      | 3     | 11     |
| 2      | Tsjechië            | 3    | 1      | 0     | 4      |
| 3      | Frankrijk           | 2    | 3      | 2     | 7      |
| 4      | Duitsland           | 1    | 1      | 0     | 2      |
| 5      | Verenigd Koninkrijk | 0    | 3      | 2     | 5      |
| 6      | Hongarije           | 0    | 1      | 1     | 2      |
| 7      | Rusland             | 0    | 1      | 0     | 1      |
| 8      | Nederland           | 0    | 0      | 3     | 3      |
| 9      | Bulgarije           | 0    | 0      | 1     | 1      |
| Totaal | Totaal              | 12   | 12     | 12    | 36     |

## Eindklassementen

### Mannen
| #      | Schaatser          | Land                | Punten |
| ------ | ------------------ | ------------------- | ------ |
| Goud   | Nicola Rodigari    | Italië              | 102    |
| Zilver | Thibaut Fauconnet  | Frankrijk           | 76     |
| Brons  | Maxime Chataignier | Frankrijk           | 42     |
| 4      | Niels Kerstholt    | Nederland           | 29     |
| 5      | Jon Eley           | Verenigd Koninkrijk | 22     |
| 6      | Yuri Confortola    | Italië              | 21     |
| 7      | Paul Herrmann      | Duitsland           | 13     |
| 8      | Sjinkie Knegt      | Nederland           | 7      |
| 9      | Sergej Prankevitsj | Rusland             |        |
| 10     | Jakub Jaworski     | Polen               |        |

### Vrouwen
| #      | Schaatser         | Land                | Punten |
| ------ | ----------------- | ------------------- | ------ |
| Goud   | Kateřina Novotná  | Tsjechië            | 89     |
| Zilver | Arianna Fontana   | Italië              | 86     |
| Brons  | Elise Christie    | Verenigd Koninkrijk | 42     |
| 4      | Bernadett Heidum  | Hongarije           | 26     |
| 5      | Evgenja Radanova  | Bulgarije           | 21     |
| 6      | Veronique Pierron | Frankrijk           | 18     |
| 7      | Erika Huszar      | Hongarije           | 18     |
| 8      | Paula Bzura       | Polen               | 16     |
| 9      | Jorien ter Mors   | Nederland           | 9      |
| 10     | Susanne Rudolph   | Duitsland           | 8      |